# 亞倫·阿金
艾倫·雅堅（英語：Alan Wolf Arkin，1934年3月26日—2023年6月29日）是一名美國男演員、導演、音樂家和歌手。他在一個猶太家庭中長大。他主演的電影包含《亞果出任務》、《小太陽的願望》。
艾倫·雅堅結過三次婚。他和傑里米·亞菲於1955年至1961年結婚，育有兩個兒子：亞當·阿金，出生於1956年8月19日，馬修·阿金，出生於1960年3月21日。1996年，阿金娶了一位心理治療師苏珊尼·纽兰德。截至2007年，他們住在新墨西哥州。2023年6月29日，雅堅於加利福尼亞州卡爾斯巴德逝世。

## 榮譽

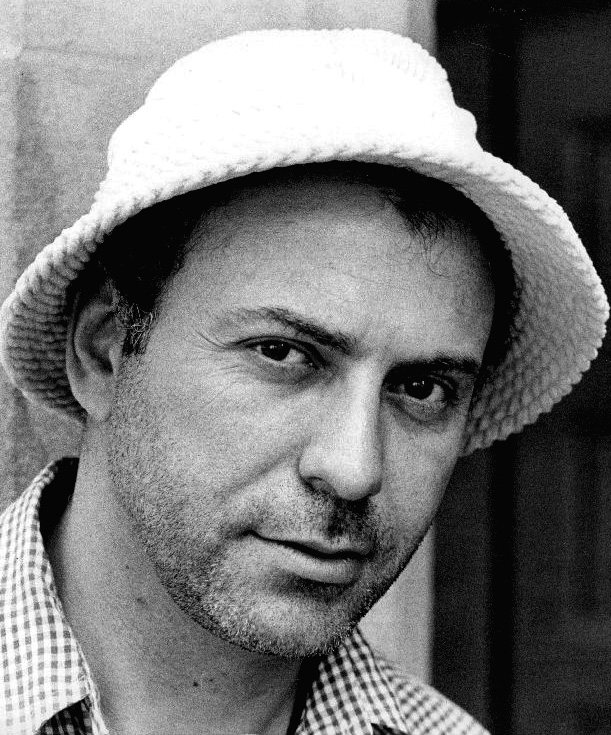
1975年的艾金

- 1966年：《蘇聯潛艇大鬧美國》
  - 金球獎最佳音樂及喜劇類電影男主角
  - 提名金球獎最佳新人
  - 提名奧斯卡最佳男主角獎
  - 提名英國電影學院獎最佳新人
- 1968年：《天涯何處覓知心》
  - 提名奧斯卡最佳男主角獎
  - 提名金球獎最佳戲劇類電影男主角
- 1969年：《Popi》
  - 提名金球獎最佳戲劇類電影男主角
- 2006年：《小太陽的願望》
  - 奧斯卡最佳男配角獎
  - 英國電影學院獎最佳男配角
  - 美國演員工會獎最佳整體演出
  - 提名美國演員工會獎最佳男配角
- 2012年：《亞果出任務》
  - 提名奧斯卡最佳男配角獎
  - 提名英國電影學院獎最佳男配角
  - 提名金球獎最佳電影男配角
  - 提名美國演員工會獎最佳男配角
  - 美國演員工會獎最佳整體演出
- 2017年：《瀟灑搶一回》